# Tsunessaburo Makiguti

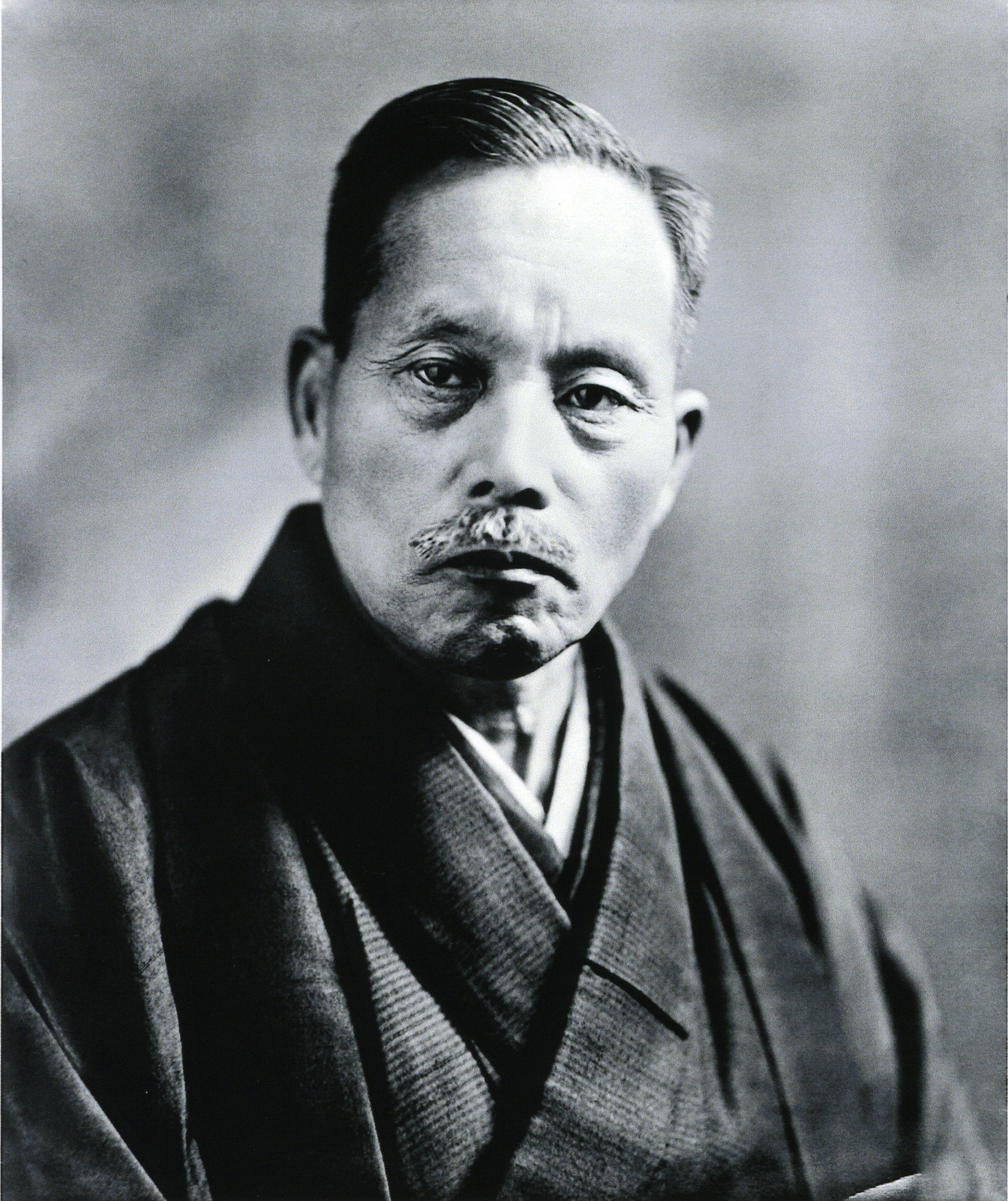
Tsunessaburo Makiguti

Tsunessaburo Makiguti (em japonês:  牧口 常三郎; Niigata, 23 de julho de 1871 [calendário lunar data em 6 de junho] – Tóquio, 18 de novembro de 1944) foi um educador pedagogista japonês, criador da teoria pedagógica  "teoria da criação de valor", fundador da Soka Gakkai.

## Vida
Tsunessaburo Makiguti nasceu em 23 de julho de 1871 (calendário lunar data em 6 de junho de), na pequena Vila de Arahama, Província de Niigata, noroeste do Japão.
Ao nascer, o primogênito do casal Ine e Tyomatsu Watanabe recebeu o nome de Tyohiti.  Com três anos de idade, foi abandonado primeiro pelo pai e depois pela mãe. Devido a isso, foi criado por seu tio, Zendayu Makiguti, de quem adotou o sobrenome.
Por volta dos quinze anos de idade, Tyohiti deixa a família Makiguti e vai para a cidade de Otaru, em Hokkaido, morar com um outro tio, Shiroji Watanabe.
Por ser muito pobre, a família Watanabe não tinha como enviar o jovem para a escola. Porém, com muita força de vontade ele conseguiu um emprego de mensageiro no Departamento de Polícia de Otaru e, ao mesmo tempo, estudava para prestar um exame que o qualificaria a ingressar na faculdade. O chefe de polícia ficou tão impressionado com ele que o levou junto quando se transferiu para Sapporo.
Em 1891, o jovem ingressou na escola normal como aluno do terceiro ano. Em 1893, ao completar 22 anos e pouco antes de se formar, mudou seu nome para Tsunessaburo Makiguti.
Formou-se em 1893 na Escola para Formação de Professores de Hokkaido e aceitou o cargo de professor-supervisor em uma escola de ensino fundamental, tendo que se submeter a uma rígida disciplina, cuja finalidade era desenvolver educadores obedientes.
Em 1901, devido a um incidente associado a uma aparente ruptura disciplinar, Makiguti foi forçado a abandonar seu cargo na escola, o que trouxe sérias dificuldades financeiras para ele e sua família. Por outro lado, foi também um período de significativa prosperidade intelectual, que resultou na publicação de seu primeiro livro, Geografia da Vida Humana, em 15 de outubro de 1903, pouco antes da eclosão da Guerra Russo-Japonesa. Nesta obra Makiguti promovia a consciência de cidadania global, ao contrário da elite intelectual da época, que apoiava as ações militares do governo japonês.
De 1904 a 1907, Makiguti lecionou geografia na Escola Gakuin, uma entidade de intercâmbio de estudantes chineses em Tóquio.
Após ocupar vários cargos, entre eles um no Ministério da Educação, em 1913 tornou-se diretor da Escola de Ensino Fundamental Tossei, e nos vinte anos posteriores trabalhou como diretor e professor primário em outras escolas de Tóquio. Foi das observações anotadas e acumuladas durante esse período, refletindo seu pensamento e experiência, que teve origem a obra Educação para uma Vida Criativa, publicada por Dayle M. Bethel, pesquisador da vida e da filosofia educacional de Makiguti.
Por volta de 1920, conheceu Jossei Toda, também professor, com quem dividiu suas convicções e lutas, tornando-se inseparáveis como mestre e discípulo. Mais tarde, em junho de 1928, um fato mudou irrevogavelmente a vida de ambos: eles foram apresentados ao budismo de Nitiren Daishonin pelo diretor da Escola Comercial Mejiro. Ao se aprofundarem no estudo e na pesquisa do budismo, encontraram nele a expressão última da filosofia humanista de valor por eles defendida.
Em 18 de novembro de 1930, Makiguti e Toda publicaram o primeiro volume de Sistema Pedagógico de Criação de Valor (Soka kyoikugaku taikei em japonês). Posteriormente, essa data foi estabelecida como a fundação da Soka Kyoiku Gakkai (literalmente Sociedade Educacional de Criação de Valores), uma sociedade leiga voltada para o exercício do aprimoramento humano, predecessora da Soka Gakkai.
Em 1937 a organização atinge a meta de 500 famílias associadas. Makiguti é nomeado presidente e Toda, diretor-geral.
Com a eclosão da Segunda Guerra Mundial e com a entrada do Japão nesse conflito, todos os cidadãos foram obrigados a abraçar o xintoísmo que doutrinava o povo a devotar a vida ao Imperador. Makiguti e Toda, como principais líderes da Soka Kyoiku Gakkai, começaram a sofrer crescente pressão do Estado xintoísta e, em 6 de julho de 1943, foram presos e encaminhados para o Centro de Detenção de Sugamo acusados de violação às leis de Preservação da Paz e de Segurança Nacional, por sustentarem posições consideradas intransigentes, defendendo o antimilitarismo e, sobretudo, a liberdade religiosa.
Em decorrência da idade avançada e da desnutrição, Makiguti faleceu na prisão aos 73 anos, em 18 de novembro de 1944.

## Obras
- 1903 - Geografia da Vida Humana - Jinsei chirigaku em japonês - The Geography of Human Life em inglês
- 1912 - Estudos da Comunidade - Kyodoka em japonês
- 1930 - Teoria do Sistema Educacional de Criação de Valores  - Soka kyoikugaku taikei em japonês - The System of Value-Creating Pedagogy em inglês
- Educação Para uma Vida Criativa - publicada por Dayle M. Bethel

## Homenagens no Brasil
- 30 de março de 1996 - Inauguração da Estrada Professor Tsunessaburo Makiguti em Itapevi (SP)[1].
- 14 de junho de 1996 - Inauguração da Praça Tsunessaburo Makiguti em Curitiba (PR)[1].
- 15 de setembro de 1997 - Denominação da Rua Tsunessaburo Makiguti aprovada pela Câmara Municipal de São José dos Campos (SP)[1].
- 20 de janeiro de 1998 - Moção de Aplausos concedida pela Câmara Municipal de Duque de Caxias (RJ)[1].
- 31 de março de 1998 - Moção de Aplausos e Congratulações concedida pela Câmara Municipal de São João de Meriti (RJ)[1].
- 3 de maio de 1998 - Moção de Aplausos e Congratulações concedida pela Câmara Municipal de Nilópolis (RJ)[1].
- 6 de junho de 1998 - Moção de Aplausos e Placa de Honra ao Mérito concedidas pela Câmara Municipal de Campinas (SP)[1].
- 16 de julho de 1998 - Moção de Louvor concedida pela Câmara Legislativa do Distrito Federal, Brasília[1].
- 10 de outubro de 1998 - Moção de Congratulações concedida pela Câmara Municipal de Jaboticabal (SP)<[1].
- 10 de outubro de 1998 - Moção de Congratulações concedida pela Câmara Municipal de Monte Alto (SP)[1].
- 13 de novembro de 1998 - Diploma e Medalha Felisberto de Carvalho concedidos pela Câmara Municipal de Niterói (RJ)[1].
- 24 de novembro de 1998 - Denominação da Rua Tsunessaburo Makiguti pela Câmara Municipal de Guaratinguetá (SP)[1].
- 22 de abril de 1999 - Moção de Congratulações concedida pela Câmara Municipal de Magé (RJ)[1].
- 1º de julho de 1999 - Denominação de Avenida Tsunessaburo Makiguti aprovada pela Câmara Municipal de Pindamonhangaba (SP)[1].
- 6 de maio de 2000 - Inauguração do Jardim Professor Tsunessaburo Makiguti em Monte Alto (SP)[1].
- 20 de setembro de 2000 - Título de Cidadão Honorário outorgado pela Câmara Municipal de São João de Meriti (RJ)[1].
- 14 de outubro de 2000 - Inauguração da Praça Professor Makiguti em Ribeirão Preto (SP)[1].
- 12 de setembro de 2006 - Denominação de Praça Tsunessabuto Makiguti em Franca (SP)[7]
- 16 de janeiro de 2008 - Denominação da Escola Técnica de Saúde Pública de Cidade Tiradentes, como Escola Técnica de Saúde Pública Professor Tsunessaburo Makiguti em São Paulo (SP)[8].
- Agosto de 2008 - Inaugurada a Praça Tsunessaburo Makiguti em São Bernardo do Campo (SP)[9].
- 20 de agosto de 2011 - Inauguração do Espaço Ecológico Professor Tsunessaburo Makiguti em Taquaritinga (SP)[10].
- Data não conhecida - Denominação da Rua Tsunessaburo Makiguti pela Câmara Municipal de Sorocaba (SP)